# Agmina jepiva
Agmina jepiva là một loài Trichoptera trong họ Ecnomidae. Chúng phân bố ở miền Australasia.